# Heinz Fabian (Schauspieler)
Heinz Fabian (* 2. Juli 1925 in Berlin-Köpenick; † 17. Dezember 2014 in Hamburg) war ein deutscher Theater-, Film- und Fernsehschauspieler sowie Synchronsprecher und Hörspielsprecher.

## Leben und Werk
Heinz Fabian war längst ein vielbeschäftigter Theaterschauspieler (unter anderem am Hamburger Theater für Kinder und am St. Pauli Theater), als er 1970 mit einer Episode von Dem Täter auf der Spur seinen ersten Fernsehfilm drehte.
Es folgten zahlreiche weitere Neben- und Hauptrollen, vorwiegend in Fernsehspielen und Fernsehreihen. Darunter waren Auftritte in bekannten Serien und Reihen wie beispielsweise Tatort oder Großstadtrevier.
Besondere Popularität erlangte Fabian ab Ende der 1960er Jahre durch seine Mitarbeit an zahlreichen Hörspielen, beispielsweise im Klassiker Tom Sawyer und Huckleberry Finn nach Mark Twain. Seine gesamte sprecherische Vielseitigkeit konnte er aber vor allem in den etwa siebzig Kasper-Hörspielen (erschienen auf rund dreißig Langspielplatten) unter Beweis stellen, die er gemeinsam mit Gerd von Haßler produzierte. Hier sprach er die unterschiedlichsten männlichen Rollen wie die des Räuber Wurtzenbutz oder des Wachtmeisters und lieferte sich mit von Haßler die aberwitzigsten Dialoge, die stets improvisiert waren, da diese Hörspiele ohne feste Textbücher und nur nach grob notierten Handlungsabläufen hergestellt wurden.
Fabian lebte zuletzt in Hamburg. Dort wurde er am 23. Januar 2015 auf dem Friedhof Ohlsdorf in der Baumgräberanlage an der Mittelallee beigesetzt.

## Filmografie (Auswahl)
Als Schauspieler:
- 1956: Drei Mädchen im Endspiel
- 1970: Dem Täter auf der Spur (Episode: Frau gesucht)
- 1972: Einmal im Leben – Geschichte eines Eigenheims
- 1972: Eine geschiedene Frau (Mini-Serie)
- 1973: Black Coffee
- 1973: Hamburg Transit (Episode: Giftmüll)
- 1974: Motiv Liebe (Episode: Adieu Claude)
- 1975: Die schöne Marianne (Serie)
- 1979: Ein Kapitel für sich (Serie)
- 1979: Tödlicher Ausgang
- 1980: Geteilte Freude
- 1981: Der Fuchs von Övelgönne (Episode: Warum brennt die Nordsee)
- 1982: Die Pawlaks – Eine Geschichte aus dem Ruhrgebiet
- 1984: Tatort (Episode: Gelegenheit macht Liebe)
- 1986: Die Klette
- 1988: A.D.A.M.
- 1988: Großstadtrevier (Episode: Das Tagebuch)
- 1989: Die Männer vom K3 (Episode: Tödlicher Export)
- 1991: Großstadtrevier (Episode: Tod auf Raten)
- 1992: Die Männer vom K3 (Episode: Ein ganz alltäglicher Fall)
- 1992: Freunde fürs Leben (Episode: Herzensbrecher)

Als Synchronsprecher:
- 2004: Bibi und Tina (Episode: Der fliegende Sattel)
- 2005: Bibi und Tina (Episode: Der Liebesbrief)